# ETS1
L'Avian erythroblastosis virus E26 homolog-1 (ETS1) est une protéine codée par le gène ETS1 situé sur le Chromosome 11 humain.
Il s’agit d’un facteur de transcription séquence-spécifique, qui fut en premier lieu décrit en tant que forme virale (v-Ets) d'une séquence transformée spécifique d'un gène ayant une origine cellulaire chez les vertébrés (c-Ets), bien que celle-ci n’ait été identifiée que plus tard.
Ets1 est un oncogène caractérisé en raison de sa translocation dans les leucémies aiguës, ses effets angiogéniques, ainsi que sa surexpression dans les cancers du sein luminaux. Il est fortement exprimé dans les cellules lymphoïdes,. Dans ces dernières, il joue un rôle clé notamment pour la maturation des lymphocytes T pour lesquels il conditionne l'amorçage d'un programme d'expression génique spécifique au cours de la transition CD4-/CD8- à CD4+/CD8+ dans le thymus. Il est également exprimé dans de nombreux tissus tels que les cellules hématopoïétiques, endothéliales, vasculaires, embryonnaires, ainsi que dans la glande pituitaire.
Il interagit également avec la protéine RUNX1.